# ミンデン駅
ミンデン（ヴェストファーレン）駅（ミンデン（ヴェストファーレン）えき、ドイツ語：Bahnhof Minden (Westfalen)）またはミンデン駅はドイツノルトライン＝ヴェストファーレン州ミンデン＝リュベッケ郡ミンデンにあるドイツ鉄道（DB）とハノーファーSバーンの鉄道駅。

## 歴史
- 1848年 - ケルン-ミンデン鉄道会社とハノーファー邦有鉄道ハノーファー - ミンデン線の接続駅として開業。

## 隣の駅
2011年ダイヤ（2010年12月12日改正）による。
ドイツ鉄道
ICE77
ヘルフォルト駅 - ミンデン駅 - ハノーファー中央駅
IC55
バード・エーンハウゼン駅 - ミンデン駅 - ハノーファー中央駅
IC/EC77
ビュンデ駅 または バード・エーンハウゼン駅 - ミンデン駅 - ハノーファー中央駅
RE6
ポルタ・ヴェストファーリカ駅 - ミンデン駅
RE60・RE70
ポルタ・ヴェストファーリカ駅 - ミンデン駅 - ビュッケブルク駅
RE78
ポルタ・ヴェストファーリカ駅 - ミンデン駅 - ペータースハーゲン＝ラーデ駅
RE76・RB76(Weser-Aller-Bahn)
ミンデン駅 - ペータースハーゲン＝ラーデ駅
ハノーファーSバーン
■1号線
ミンデン駅 - ビュッケブルク駅